# منطقة الحكم الذاتي الهرسك
منقطة الحكم الذاتي الهرسك (بالسيريلية الصربية: Српска аутономна област Херцеговина, Srpska autonomna oblast Hercegovina) كانت منقطة حكم ذاتي صربية داخل البوسنة والهرسك. أعلنتها جمعية رابطة بلديات كرايينا البوسنية في 1991 وضمتها في النهاية جمهورية صرب البوسنة. تتواجد المنطقة في المنطقة الجغرافية الهرسك. كانت معروفة أيضًا باسم منقطة الحكم الذاتي لشرق الهرسك (SAO Istočna Hercegovina / САО Источна Херцеговина).